# Internationales Germanistenlexikon 1800-1950
L'Internationales Germanistenlexikon 1800–1950, abbreviato anche col nome di Germanistenlexikon, è un'opera di consultazione in tre volumi, pubblicata nel 2003 dalla casa editrice tedesca Walter de Gruyter. La collana fu curata dal germanista Christoph König presso l'ufficio per la ricerca storica germanistica del Deutsches Literaturarchiv Marbach, l'archivio della letteratura tedesca creato nel '55 all'interno della casa natale di Friedrich Schiller.
L'opera contiene le biografie di 1.514 germanisti provenienti da 44 paesi. Il lexicon analizzava i germanisti attivi in Prussia a partire dal 1800, anno di istituzionalizzazione delle prime cattedre universitarie di tale disciplina, e che avessero pubblicato il loro primo libro prima del 1950. 
Ogni scheda biografica riporta informazioni biografiche e relative alla carriera accademica, corredate dall'elenco delle pubblicazioni, da una bibliografia scientifica/specialistica e da fonti archivistiche.
L'opera fu redatta dal 1995 al 2002, grazie al finanziamento della Deutsche Forschungsgemeinschaft. L'edizione a stampa è integrata da un CD-ROM che riporta ulteriori voci e informazioni integrative.